# Base Aérea Militar N.º 6 de Terán

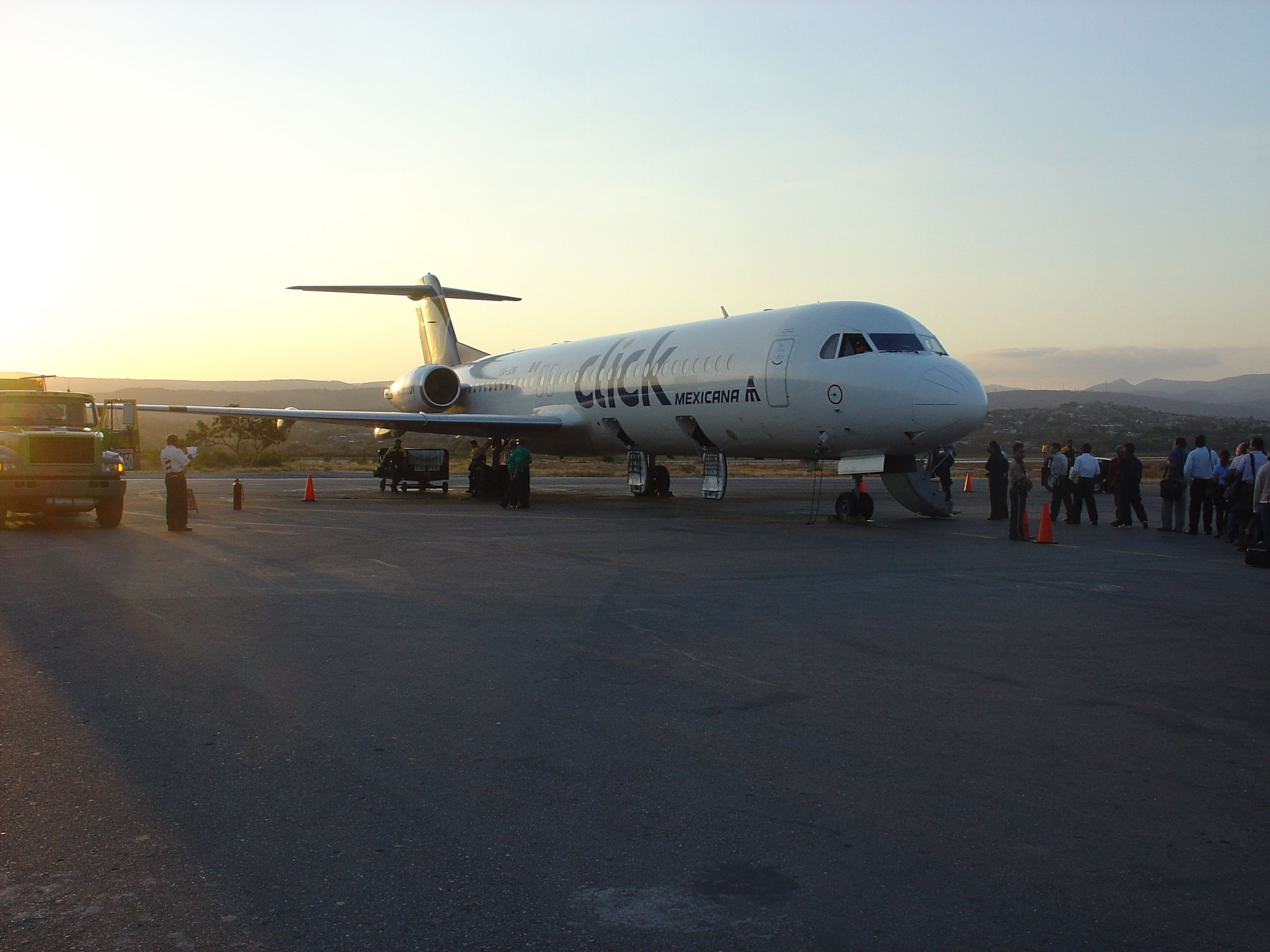
Fokker 100 de MexicanaClick en el aeropuerto.

La Base Aérea Militar N.º 6 de Terán (OACI: MMTB), oficialmente Base Aérea Militar No. 6 General de División Piloto Aviador Ángel H. Corzo Molina y antiguamente Aeropuerto Nacional Francisco Sarabia o Aeropuerto de Terán es un aeropuerto militar localizado al sur-poniente de la ciudad de Tuxtla Gutiérrez, Chiapas, México. Actualmente se encuentra cerrado a la aviación comercial civil y funciona únicamente como Base Aérea a cargo de la Secretaría de la Defensa Nacional a través de Fuerza Aérea Mexicana.

## Historia
El aeropuerto se inauguró en 1957, y estuvo activo hasta su cierre a la aviación comercial el 26 de junio del 2006, debido a la apertura del nuevo Aeropuerto Internacional de Tuxtla. Durante su operación, representaba diversos riesgos para los usuarios civiles, entre los que se encontraban la interferencia de aves, su ubicación geográfica y su incapacidad para operar en horarios nocturnos.
Su nombre inicial honró la memoria del piloto aviador duranguense Francisco Sarabia Tinoco, y su nombre actual, ya como base aérea militar, al general brigadier piloto aviador Ángel Hipólito Corzo Molina.

### Rutas comerciales operadas
| Aerolíneas                      | Destinos                                          |
| ------------------------------- | ------------------------------------------------- |
| Aviacsa                         | Ciudad de México, Tapachula                       |
| Click Mexicana                  | Ciudad de México                                  |
| Mexicana                        | Ciudad de México                                  |
| Mexicana operado por Aerocaribe | Ciudad de México, Oaxaca, Tapachula, Villahermosa |

## Escuadrón Aéreo 202
El Escuadrón Aéreo 202 es una unidad de la Fuerza Aérea Mexicana que opera en la Base Aérea Militar No. 6. La unidad opera aviones  Beechcraft T-6 Texan II.

## Incidentes y accidentes
El aeropuerto se vio involucrado en los siguientes accidentes aéreos durante su funcionamiento:
- El 20 de agosto de 1969 resultó dañada al aterrizar en el Aeropuerto Francisco Sarabia la aeronave Douglas DC-6 con matrícula XA-MOO perteneciente a Mexicana. No hubo heridos y la aeronave fue reparada después del accidente.[3]

- El 10 de mayo de 1990, la aeronave Fairchild F-27J con matrícula F-GHXA operada por Aviacsa procedente de Tapachula se estrelló durante su aproximación falleciendo 15 de los 35 ocupantes.[4][5][6]

- El 23 de julio de 1998 se estrelló en las faldas del pico de Orizaba la aeronave Shorts SC.7 Skyvan 3-100 con matrícula XC-UTQ siendo la aeronave TP-21 de la Fuerza Aérea Mexicana. La aeronave había partido de Aeropuerto de Ciudad de México para ir al Aeropuerto Nacional Francisco Sarabia. En el accidente murieron los 4 ocupantes.[7][8]

- El 8 de julio del 2000, partió del Aeropuerto Nacional Francisco Sarabia la aeronave British Aerospace 3201 Jetstream 32EP con matrícula N912FJ que operaba el Vuelo 7831 de Aerocaribe con destino a Villahermosa, la aeronave se estrelló en el municipio chiapaneco de Tila, en el percance fallecieron el total de los 17 pasajeros y los 2 pilotos.[9][10]

- El 14 de septiembre del 2010, el vuelo 553 de Aeroméxico procedente de la Ciudad de México aterrizó por error en la pista de la Base Aérea (ya cerrada a la aviación civil) por lo que los militares después de interrogar al piloto de la nave y pasados 45 minutos, pudo despegar de nuevo para aterrizar en el Aeropuerto Internacional de Tuxtla.[11]

- El 14 de septiembre de 2011 una aeronave Pilatus PC-9M de la Fuerza Aérea Mexicana con matrícula 2602 se estrelló durante un aterrizaje de emergencia en la Base Aérea de Terán después de un adiestramiento preparativo para el desfile del 16 de septiembre. Un miembro de la tripulación murió, el otro logró eyectarse.[12][13] La Fuerza Aérea Mexicana sólo operó 2 Pilatus PC-9M's, en 2017, la aeronave con matrícula 2601 fue adquirida por el Cuerpo Aéreo Irlandés para reponer el PC-9 perdido en octubre de 2012, por lo que actualmente la FAM no opera ningún PC-9.[14]

- El 18 de enero de 2017 partió de la Bese Aérea n.º 6 la aeronave Pilatus PC-7 con matrícula 2560 para realizar un vuelo de adiestramiento, cerca de las 13:40 h la aeronave se precipitó a tierra por causas desconocidas cerca del Rancho Monterrey en el municipio de Jiquipilas a 85 km de Tuxtla Gutierrez. En el accidente murieron ambos miembros de la tripulación: un subteniente y un teniente.[15][16]

- El 13 de enero de 2022 una aeronave Beechcraft T-6C+ Texan II con matrícula 2023 del Escuadrón Aéreo 204 de la Fuerza Aérea Mexicana que realizaba un vuelo local de reconocimiento, impactó contra terreno tras intentar aterrizar en la Base Aérea de Terán debido a un fallo de motor y causando el posterior incendio de la aeronave. Los 2 tripulantes lograron eyectarse antes del impacto.[17][18]

- El 4 de octubre de 2023 una aeronave Learjet 45 con matrícula XA-JAO operada por AeroParadise que cubría un vuelo entre el Aeropuero Nacional Francisco Sarabia y el Aeropuerto de Xalapa en el cual sufrió una excursión de pista al aterrizar, dejando daños sustanciales en la aeronave. Los 7 ocupantes sobrevivieron.[19][20]